# Калуголла (Грама Ніладхарі)
Грама Ніладхарі Калуголла (№ W/28E) — Грама Ніладхарі підрозділу ОС Дамана, округ Ампара, Східна провінція, Шрі-Ланка.

## Демографія
| Населення (2007) | Населення (2007) | Населення (2007) | Населення (2007) | Населення (2007) |
| Населення        | Чоловіки         | Жінки            | Діти             | Дорослі          |
| ---------------- | ---------------- | ---------------- | ---------------- | ---------------- |
| 660              | 332              | 328              | 239              | 421              |